# Javier F. Peña
Javier F. Peña (Kingsville, 1958) è un poliziotto statunitense in pensione della Drug Enforcement Administration (DEA) statunitense che, insieme a Steve Murphy, è stato uno dei principali investigatori nella caccia all'uomo del signore della droga colombiano e leader del cartello di Medellín, Pablo Escobar.

## Biografia
Nato a Kingsville, è cresciuto a Hebbronville, in Texas. I suoi genitori erano messicani, per questo motivo parla fluentemente lo spagnolo.
Si è diplomato alla Hebbronville High School nel 1974 e ha continuato gli studi frequentando la Texas A&I University (ora Texas A&M University-Kingsville) dove ha studiato sociologia e psicologia.
Dopo un tirocinio di tre mesi al penitenziario di Huntsville, Peña divenne vice sceriffo presso l'ufficio dello sceriffo della contea di Webb a Laredo dal 1976 al 1984. Superato un duro addestramento, nel 1984 divenne ufficialmente un agente della DEA. Dal 1984 al 1988 lavorò presso la sede della DEA di Austin, Texas.

### Pablo Escobar
Nel 1988 decise di andare a lavorare in Colombia. In quegli anni colpita dalle centinaia di bombe e omicidi commessi dai sicarios di Pablo Escobar. Insieme al suo partner, Steve Murphy, ricoprì un ruolo molto importante per la cattura del narcotrafficante colombiano, collaborando a stretto contatto con la PNC e il Bloque de Búsqueda. In seguito alla morte di Escobar, venne trasferito a Puerto Rico per inseguire un altro gruppo di narcotrafficanti.
In seguito ha continuato il suo servizio presso la DEA fino al suo pensionamento nel gennaio 2014.

## Opere
- Caccia a Pablo Escobar - scritto insieme a Steve Murphy. 2019, Edizione Italiana: Newton Compton Editori - ISBN 978-88-227-3381-8.[6]

- Manhunters: How We Took Down Pablo Escobar. Edizione originale: Simon & Schuster Australia - ISBN 978-1-76085-323-5

## Nella cultura di massa
È uno dei personaggi principali delle tre stagioni della serie TV Netflix Narcos, in cui il suo personaggio è interpretato da Pedro Pascal. Lo stesso Peña, assieme a Murphy, ha lavorato come consulente nello show. La serie TV è romanzata ai fini della trama, Peña non è mai stato coinvolto nelle attività del cartello di Cali.
Assieme al collega Steve Murphy, inoltre, Peña appare come cameo nell'episodio finale della seconda stagione, "Al Fin Cayó!", dopo l'uccisione di Escobar, mentre festeggiano in un bar dove è presente anche il Peña interpretato da Pascal.